# Riekoperla reticulata
Riekoperla reticulata är en bäcksländeart som först beskrevs av Douglas E. Kimmins 1951.  Riekoperla reticulata ingår i släktet Riekoperla och familjen Gripopterygidae. Inga underarter finns listade i Catalogue of Life.